# Дівчина в таксі
«Дівчина в таксі» (англ. The Girl in the Taxi) — американська кінокомедія режисера Ллойда Інгрехама 1921 року.

## У ролях
- Флора Паркер Де Гейвен — Міньйон Сміт
- Картер Де Гейвен — Берті Стюарт
- Кінг Баггот — майор Фредерік Сміт
- Грейс Кунард — Марієтта
- Отіс Герлан — Алексіс
- Том Макгвайр — Джон Стюарт
- Маргарет Кемпбелл — Клара Стюарт
- Лінкольн Пламмер — Персі Пітерс
- Фрея Стерлінг — Мері Пітерс
- Джон Гоф — доктор Пол